# Тригер Шмітта

Петля гістерезису для ідеального тригера Шмітта

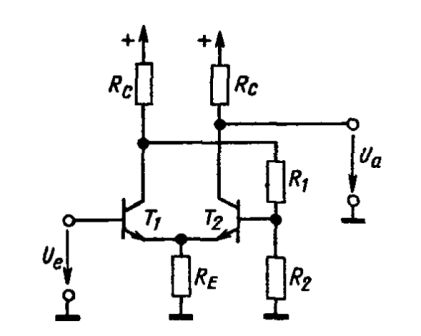
Тригер Шмітта на біполярних транзисторах

Три́гер Шмі́тта — електронна модель двопозиційного релейного елемента, статична характеристика якого має зону неоднозначності (петлю гістерезиса). Винайдений в 1938 році американським інженером Отто Шміттом.

## Принцип роботи
Структурно, тригер Шмітта являє собою підсилювач з досить великим коефіцієнтом підсилення, охоплений глибоким позитивним зворотним зв'язком. Тригер Шмітта використовується для відновлення цифрового сигналу, спотвореного у лініях зв'язку, фільтрах брязкоту (рос. фильтрах дребезга), як двопозиційного регулятора в системах автоматичного регулювання. Цей тригер стоїть окремо в сімействі тригерів: він має один аналоговий вхід і один вихід.
Фазова траєкторія (статична характеристика) тригера Шмітта являє собою прямокутну петлю гістерезису. Саме ефект гістерезису дозволяє використовувати тригер як формувач прямокутних імпульсів з імпульсів іншої форми, зокрема, з синусоїдальної. Неоднозначність статичної характеристики дозволяє стверджувати, що тригер Шмітта, як і інші тригери, має властивість пам'яті — його стан в зоні неоднозначності визначається передісторією — раніше діючим вхідним сигналом.
Найпростіша реалізація тригера Шмітта на логічних елементах — це два послідовно включених інвертора, охоплені резистивним зворотним зв'язком. Швидкість наростання вихідного сигналу не залежить від швидкості наростання вхідного сигналу, для даної технічної реалізації є величиною постійною (залежить від швидкодії логічних вентилів). В аналоговій схемотехніці тригер Шмітта зазвичай реалізується на базі операційного підсилювача або компаратора, охопленого резистивним позитивним зворотнім зв'язком.

## Цікаві факти
На тригерах Шмітта побудований інтегральний таймер NE555, який вперше випущений в 1971 році і виготовляється донині.